# Aaron Boadu
Aaron Boadu (* 13. Mai 1986 in Hamburg) ist ein deutscher American-Football-Spieler.

## Laufbahn
Boadu, älterer Bruder von Marvin Boadu, spielte Basketball für den BC Hamburg und am Contra Costa College in den Vereinigten Staaten. Er wurde vom dortigen American-Football-Trainer auch für seine Mannschaft gewonnen, sodass er mit 20 Jahren mit dem Football begann und die Mannschaft der kalifornischen Hochschule verstärkte. Nach seiner Rückkehr nach Deutschland spielte Boadu Football zunächst in Hamburg (2008 bei den Hamburg Blue Devils) sowie zeitweise auch Basketball für den Bramfelder SV in der Regionalliga an der Seite seines Bruders Marvin.
2010 wechselte er zu den Kiel Baltic Hurricanes, in seinem ersten Jahr an der Förde gewann der 1,99 Meter große und 126 Kilogramm schwere Verteidigungsspieler (Defensive End) mit den Kielern unter Cheftrainer Patrick Esume die deutsche Meisterschaft. Er spielte vorerst bis zum Ende der Saison 2012 in Kiel.
2015 kehrte er zur Kieler Mannschaft zurück und gewann mit ihr im Juni 2015 den EFAF Cup. In der 2016er Saison stellte Boadu mit 13 Quarterback Sacks einen neuen Kieler Vereinsrekord auf und war in der Statistik zudem ligaweit in jener Spielzeit der zweitbeste Akteur.
Zur Jahresbeginn 2019 wurde Boadu zunächst von den Potsdam Royals (ebenfalls GFL) als Neuzugang vermeldet, Ende Juli 2019 gab er dann seinen Einstand in den Farben der Hildesheim Invaders und gewann in seinem ersten Spiel für die Niedersachsen gegen seine frühere Mannschaft aus Kiel. 2021 wechselte er zur Mannschaft Berlin Thunder.